# Autoroute A86 (France)
Pour les articles homonymes, voir A86.
L’autoroute A86, anciennement la rocade de banlieue, parfois appelée le super-périphérique parisien, la rocade d'Île-de-France ou le périphérique d'Île-de-France, est une ceinture périphérique qui contourne Paris, en traversant sa métropole. Sa fonction essentielle est de relier les préfectures et sous-préfectures de la petite couronne : Antony, Créteil, Nogent-sur-Marne, Bobigny, Saint-Denis, Nanterre et Versailles.
Le nombre de voie de circulation varie entre deux et cinq en fonction des sections. Ainsi le pont du boulevard de la Libération à Saint-Denis est à 2 × 4 voies, tandis que le tunnel du duplex A86 comporte deux voies dans chaque sens. La vitesse y est limitée à 110 km/h, 90 km/h ou 70 km/h selon les tronçons. La boucle est majoritairement constituée de l'autoroute A86 qui la désigne par extension, elle est cependant prolongée par deux voies rapides : les routes nationales 186 et la 385. Elle possède également deux troncs communs avec les autoroutes A3 et A4.

## Histoire

### Prémices
Les premiers projets de voies ceinturant Paris à plusieurs kilomètres de ses murs apparaissent dès le début du XXe siècle. Ainsi dans les années 1910, Eugène Hénard propose un boulevard de ceinture nommé « route des forts ». Celui-ci relie les fortifications de la capitale qui seraient remplacées par des parcs. Lors du concours de 1919 du Grand Paris, plusieurs projets dont celui du lauréat Léon Jaussely ou celui du deuxième, Alfred Agache, envisagent de relier les villes de banlieue par une voirie circulaire. Dans le projet d'Agache, la capitale est entourée par trois « routes annulaires » connectées à des radiales dédiées à la vitesse,.
Entre 1932 et 1934, Henri Prost élabore le plan Prost, un plan d'aménagement urbain et routier de la région parisienne. Celui-ci présente plusieurs radiales, dont les autoroutes A12 et A13, et le Triangle de Rocquencourt. Ces radiales sont toutes reliées par une rocade qui forme une boucle à plusieurs kilomètres de Paris,.
En 1932, la route nationale 186 est décrite comme étant l'itinéraire de Versailles à Choisy-le-Roi. Elle est progressivement modifiée jusqu'à former une boucle complète plus ou moins éloignée de la capitale sans acquérir le statut de voie rapide.

### Projets d'aménagement et premiers travaux (années 1960 et 1970)
Le plan d’aménagement et d’organisation générale de l’agglomération parisienne en vigueur de 1960 à 1965 envisage l'amélioration des conditions de circulation sur la route nationale 186. Il s'agit principalement de l'élargir, d'améliorer les passages à niveau et de créer des voies latérales. Le schéma directeur d'aménagement et d'urbanisme de la région de Paris en vigueur de 1965 à 1976, prévoit la construction de deux ceintures périphériques à plusieurs kilomètres de la capitale. La première, la rocade de banlieue, suit globalement le tracé de la route nationale 186 en plein cœur d'un tissu très urbanisé. Cependant, elle ne constitue pas une boucle complète, en effet, entre l'autoroute A13 et Versailles, elle est prolongée par l'autoroute interurbaine de Seine-et-Oise (ARISO), une autre ceinture périphérique encore plus éloignée qui donnera le projet d'autoroute A87,.
Sa construction débute en 1963 et le premier tronçon ouvre en 1969 entre Rosny-sous-Bois et Fontenay-sous-Bois.

### Opposition des riverains et élus (années 1980)
En 1981, le projet de faire passer l'autoroute A86 par Chevilly-Larue, en viaduc au-dessus du marché d'intérêt national de Rungis, est abandonné par le ministre des Transports Charles Fiterman. Le projet provisoire devient donc le définitif : le tracé de la rocade longe le cimetière parisien de Thiais partiellement en tranchée ouverte et se raccorde à la route nationale 186 qui est déjà aménagée en 2 × 2 voies,.

### Bouclage (années 1990 et 2000)
La décision de mise en concession du dernier tronçon entre Rueil-Malmaison et Versailles, le duplex A86, permet de venir à bout de sa construction.

## Caractéristiques

### Maillage régional

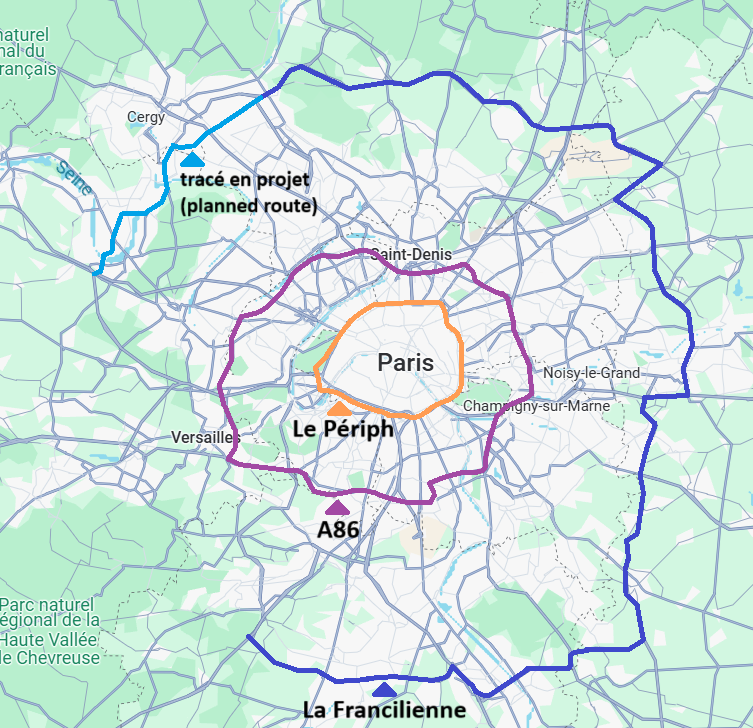
Carte des autoroutes ou voies rapides ceinturant Paris en Île-de-France : le Boulevard périphérique, l'autoroute A86 et la Francilienne.

L'autoroute A86 est l'une des grandes rocades ceinturant la capitale française. Les quatre autres rocades sont brièvement décrites ci-après.
À l'intérieur même de Paris, les boulevards des Maréchaux ceinturent Paris à une centaine de mètres du périphérique. Il s'agit d'un ensemble de boulevards urbains, possédant des croisements standards avec les autres rues ou des tunnels sous certains grands axes de pénétration et où la vitesse est limitée à 50 km/h. Une partie de ces boulevards est parcourue par les lignes 3a et 3b du tramway d'Île-de-France, dites « tramway des Maréchaux », car presque exclusivement implantées sur ces derniers.
Aux limites de la ville, le Boulevard périphérique ceinture intégralement Paris. Limité à 50 km/h, il s'agit d'une route à caractère autoroutier d'une longueur de 35 km. Il assure environ un quart des déplacements parisiens.
À une vingtaine de kilomètres de la capitale, la Francilienne, ensemble de routes nationales et d'autoroutes, permet un contournement partiel de Paris.
En dehors de l'Île-de-France, à 200 km de Paris, le grand contournement de Paris permet également un contournement partiel.

### Tracé, longueur et bornage
À l'instar des autres routes principales, le système de bornage de l'autoroute A86 est constitué de points kilométriques (PK), leur équidistance étant mesurée à l'axe du terre-plein central. Le point 0 est situé au niveau de l'échangeur avec l'autoroute A14 à Nanterre,. Les points kilométriques sont croissants dans le sens des aiguilles d'une montre. Ce bornage est matérialisé par des panneaux de signalisation sur lequel est inscrit « intérieur » ou « extérieur » selon le sens de circulation.

### Structure
- Autoroute A86
- Route nationale 186
- Route nationale 385
- Autoroute A3
- Autoroute A4

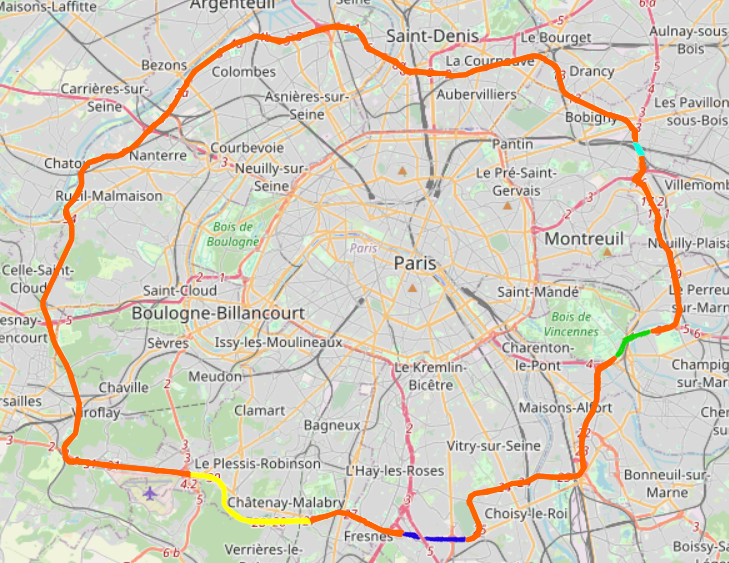
Carte des routes qui composent la ceinture périphérique :

L'autoroute A86 est constituée de deux chaussées séparées et concentriques. Celle dite « intérieure » est la chaussée la plus proche de Paris où, du fait de la circulation à droite, les véhicules contournent Paris dans le sens horaire. À l'inverse, celle dite « extérieure » est la chaussée la plus éloignée de Paris, la circulation s'y effectue donc dans le sens antihoraire.
Cette rocade est constituée de plusieurs voies. L'autoroute A86 représente la majeure partie de la boucle et contourne l'agglomération parisienne à l'est, au nord et à l'ouest. Elle est prolongée au sud par la route nationale 186 entre Fresnes et Thiais et la route nationale 385 entre Vélizy-Villacoublay et Antony. Enfin, à l'est, elle possède des portions communes avec deux autres autoroutes : l'A3 et l'A4.

#### Route nationale 186

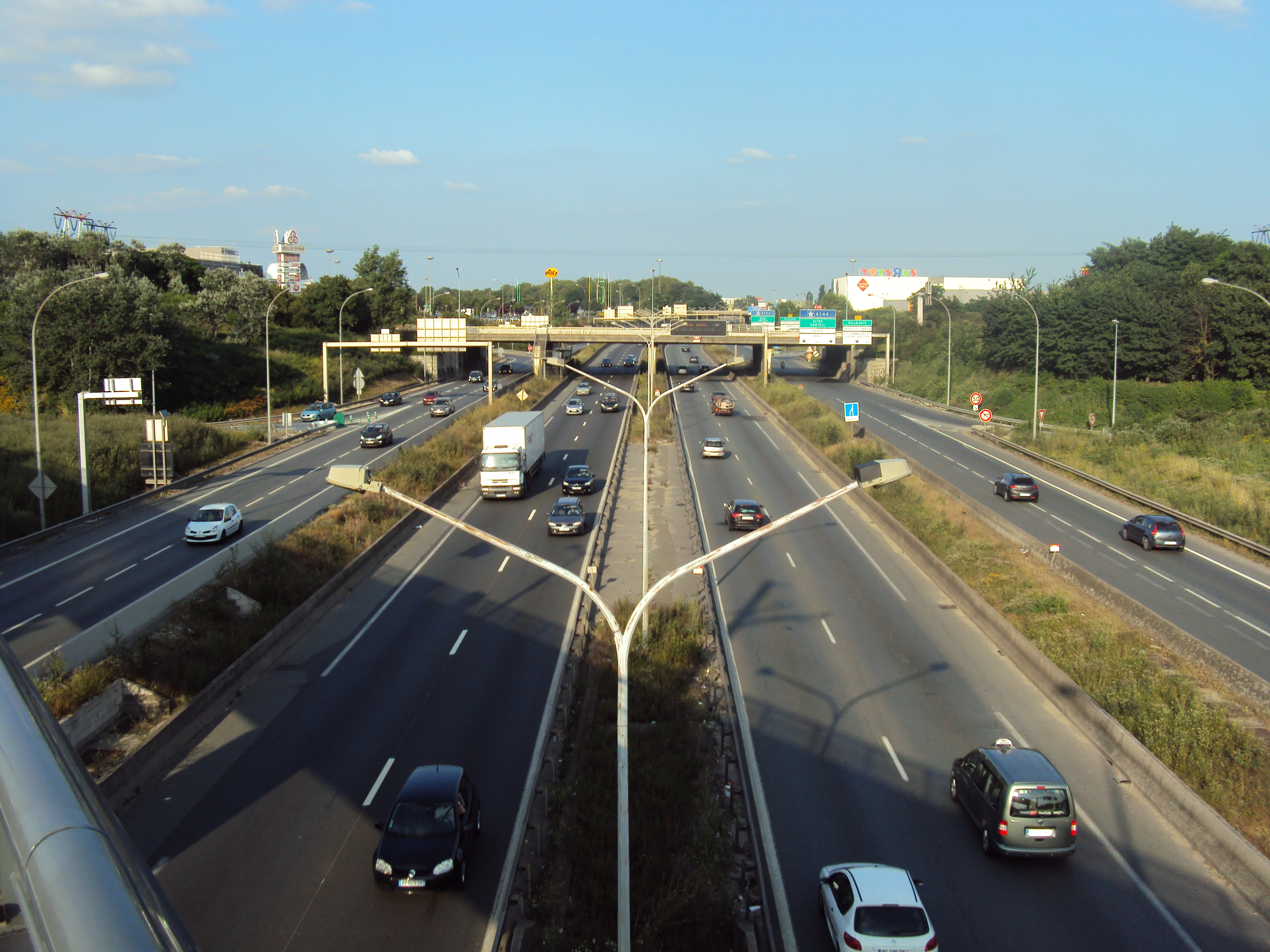
La route nationale 186 à Rungis.

La route nationale 186 permet de prolonger l'autoroute A86 entre les communes de Fresnes et Thiais dans le département du Val-de-Marne. Elle traverse Rungis et permet notamment de desservir le marché d'intérêt national, le centre commercial Belle Épine ainsi que l'aéroport de Paris-Orly via la route nationale 7. Il s'agit d'une voie rapide à 2 × (2 + 2) voies d'une longueur de 5 km.

#### Route nationale 385

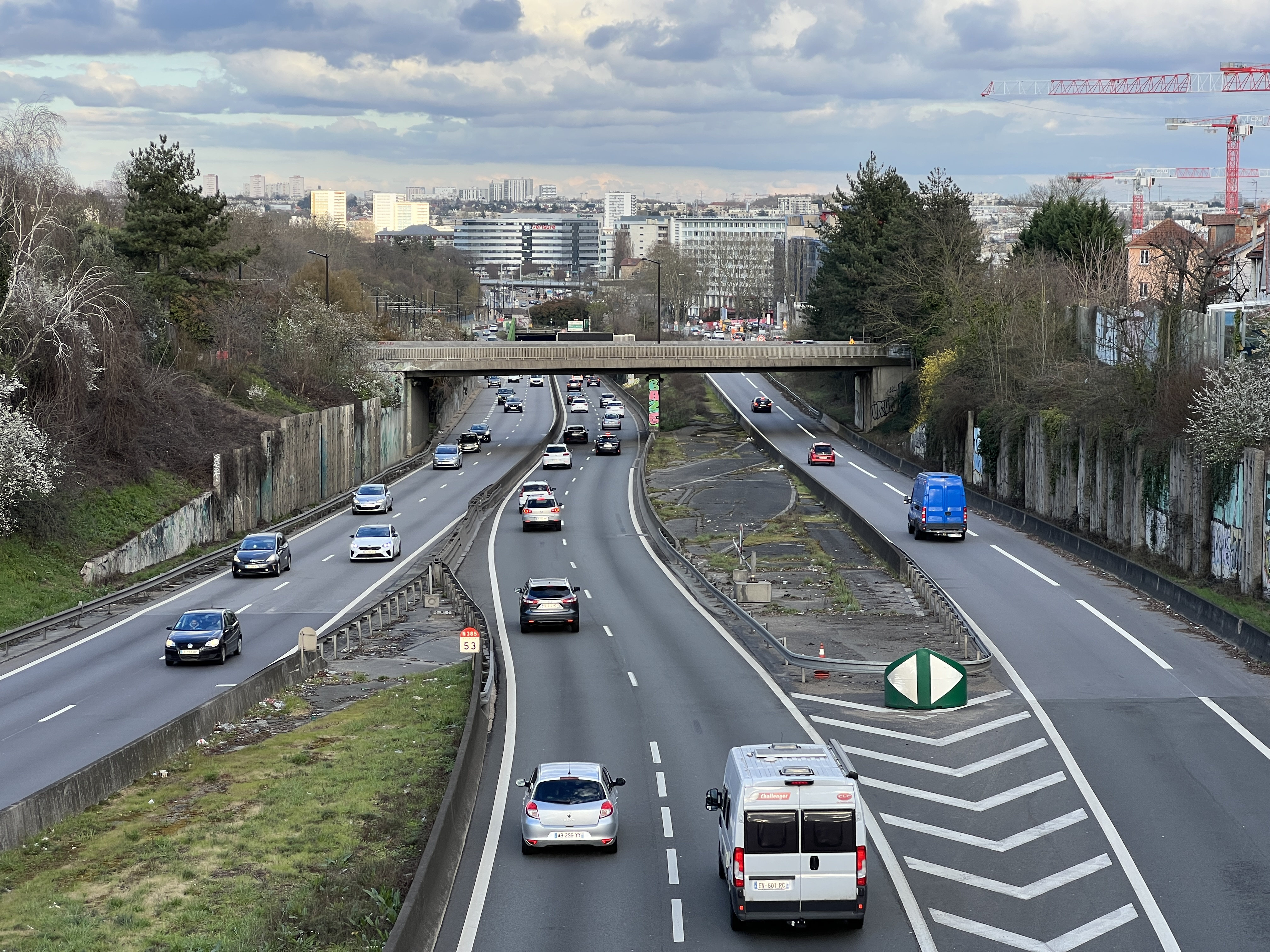
La route nationale 385 à Antony.

La route nationale 385 permet de prolonger l'autoroute A86 entre les communes de Vélizy-Villacoublay et Antony en traversant les départements des Yvelines, de l'Essonne et des Hauts-de-Seine. Il s'agit d'une voie rapide à 2 × 2 voies ou 2 × 3 voies selon la section, d'une longueur de 6 km.

#### Tronc commun A3/A86

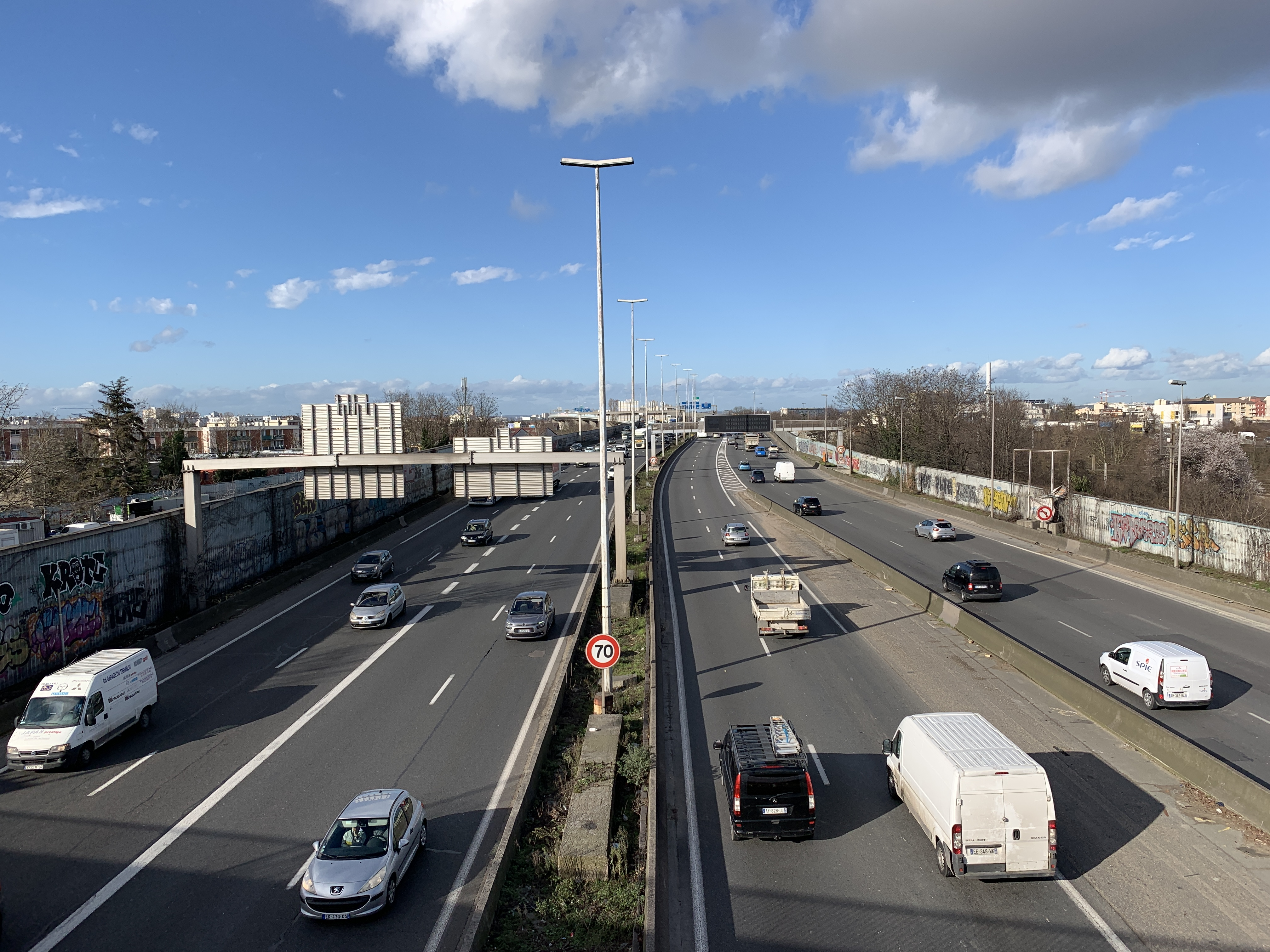
Jonction des autoroutes A3 et A86 à Bondy.

Le tronc commun A3/A86 se situe entre les communes de Rosny-sous-Bois et Bondy en Seine-Saint-Denis, il fait partie intégrante de l'autoroute A3. Il est uniquement connecté à la courte autoroute A103. Cette section d'une longueur de 1,5 km est aménagée en 2 × 5 voies.

#### Tronc commun A4/A86

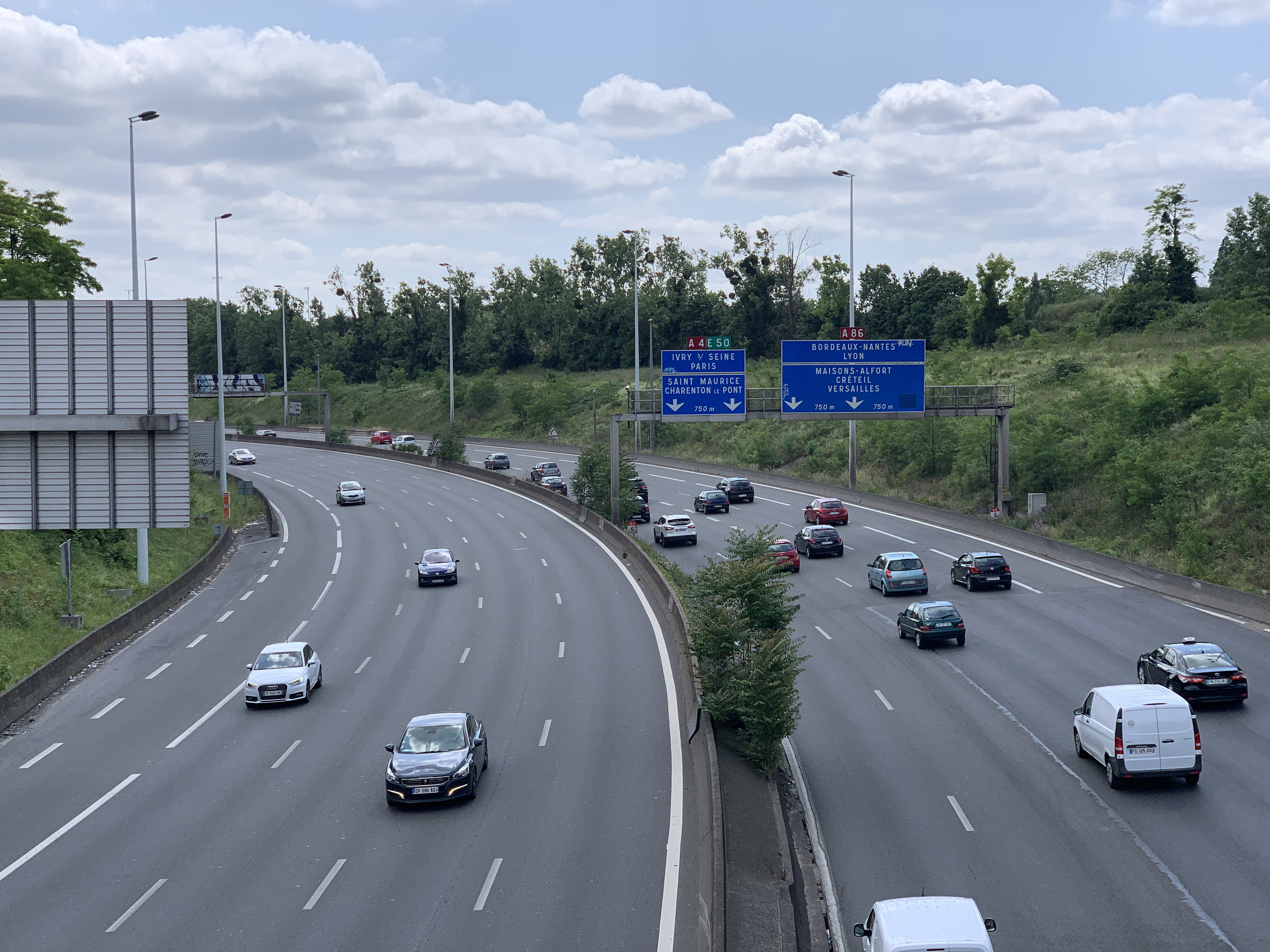
Le tronc commun A4/A86 près du bois de Vincennes.

Le tronc commun A4/A86 se situe entre les communes de Saint-Maurice et Champigny-sur-Marne, et traverse le département du Val-de-Marne et la ville de Paris, il fait partie intégrante de l'autoroute A4. Il borde le sud-est du bois de Vincennes et permet de desservir Saint-Maur-des-Fossés et Joinville-le-Pont dans le sens intérieur uniquement. Cette section d'une longueur de 2,2 km est aménagée en 2 × 4 voies. Depuis 2005, une voie auxiliaire est aménagée au niveau de la bande d'arrêt d'urgence qui peut devenir une voie de circulation si le trafic le justifie. Actuellement, la voie auxiliaire est bloquée par une glissière mobile lorsqu'elle est fermée, celle-ci étant assez capricieuse et chère à entretenir, il est envisagé par un nouveau système de panneaux lumineux de signalisations, la réglementation doit cependant être adaptée d'ici-là,. Dans les années 2000, il a été proposé de porter cette section à 2 × 5 voies pour une mise en service en 2011, mais le projet ne s'est pas concrétisé.

### Voies de circulation
- Section à 2 voies
- Section à 3 voies
- Section à 2 + 2 voies
- Section à 4 voies
- Section à 5 voies

Carte des voies par section :

Le nombre de voies de circulation est très hétérogène. Ainsi, à l'est au niveau de Rosny-sous-Bois et au nord-ouest à Colombes, l'A86 est à 2 × 2 voies. Tandis qu'au sud-est à Thiais ou au sud-ouest entre Versailles et Vélizy-Villacoublay, elle est à 2 × 3 voies. Elle est plus rarement, sur certaines portions, portée à 2 × 4 voies, comme c'est le cas sur le tronc commun A4/A86 ou à Saint-Denis,, voire 2 × 5 voies sur le tronc commun A3/A86. Le duplex A86 est intégralement à 2 × 2 voies.

## Ouvrages

### Échangeurs
L'autoroute A86 est reliée à sept autoroutes radiales par neuf échangeurs brièvement décrits ci-après.
L'échangeur de Rosny et l'échangeur de Bondy encadrent le tronc commun A3/A86 en Seine-Saint-Denis. Le premier permet les échanges entre l'ouest de l'autoroute A86, le début de l'autoroute A3 et l'autoroute A103 à proximité du centre commercial Westfield Rosny 2, il a été mis en service en 1969. Le second permet les échanges entre le nord de l'A86 et la fin de l'A3, il a ouvert en 1974,.
| Échangeur de Rosny. | Échangeur de Bondy. |

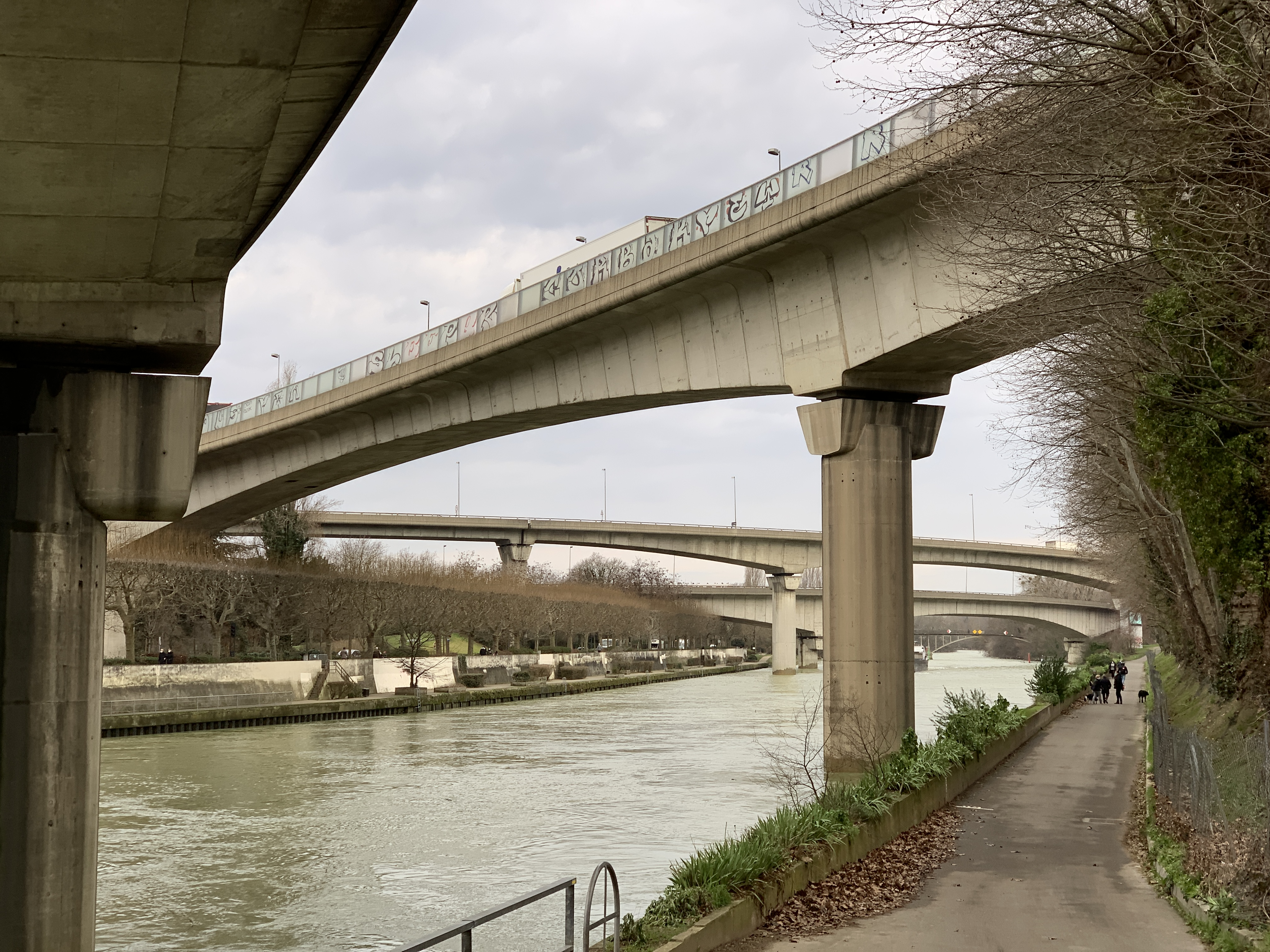
Les quatre viaducs de l'échangeur de Saint-Maurice au-dessus de la Marne en 2021.

Les échangeurs de Saint-Maurice et de Nogent-sur-Marne encadrent le tronc commun A4/A86 dans le Val-de-Marne. Le premier, à l'ouest, est constitué de quatre viaducs qui franchissent la Marne, il est déclaré d'utilité publique en 1976 et mis en service en 1981,. Le second permet de traverser la rivière par un tunnel ouvert en 1989 entre l'extrémité est du tronc commun A4/A86 et l'A86, ou par le pont de Nogent mis en service en 1964 entre l'A86 et l'A4.
| Échangeur de Saint-Maurice. | Échangeur de Nogent-sur-Marne. |

L'échangeur de Fresnes, situé sur la commune éponyme dans le Val-de-Marne, est déclaré d'utilité publique en 1967. Il permet à son inauguration de relier l'autoroute A86 alors nommée « rocade de banlieue », la route nationale 186 dans son prolongement, et l'autoroute A6. Cette section de l'A6 a été dédoublée en deux autoroutes : l'A6a vers la porte d'Orléans et l'A6b vers la porte d'Italie. Désormais seule l'A6b est connectée à l'A86 par cet échangeur. Cependant il est incomplet et ne permet aucun échange depuis Paris vers l'A86 ou de l'A86 extérieure vers Paris. Il est prévu de le compléter mais aucun horizon de réalisation n'est donné,.
L'échangeur de Vaucresson, situé sur la commune éponyme dans les Hauts-de-Seine, est inauguré en 2009. Il permet de relier le duplex A86 et l'autoroute A13. Pour les véhicules arrivant de l'A13 et se dirigeant vers l'A86, se trouve un péage. Cette section de la rocade est en effet exploitée par Cofiroute.
L'échangeur de Nanterre, situé sur la commune éponyme dans les Hauts-de-Seine, est inauguré en 2003. Il permet de relier les autoroutes A86 et A14 qui permet de rejoindre l'A13. Il était initialement prévu que cet échangeur soit aérien et que l'A86 passe en viaduc. Ce projet a été abandonné et remplacé par une tranchée. Sa construction a débuté en 1997, d'un diamètre de 250 m, il est constitué de huit tubes contenant chacun une bretelle à une profondeur allant jusqu'à 20 m. Des travaux de couverture sont en cours, celle-ci devrait être totalement achevée d'ici 2026, il est prévu d'aménager un parc par-dessus.
L'échangeur de Gennevilliers, situé sur la commune éponyme dans les Hauts-de-Seine, permet de relier l'autoroute A86, l'autoroute A15 et la route nationale 315 dans son prolongement vers Paris. Il se trouve à proximité du port de Gennevilliers.
L'échangeur de La Courneuve, situé sur la commune éponyme dans la Seine-Saint-Denis, permet de relier les autoroutes A86 et autoroute A16. Cette courte section de l'A16 permet de raccorder l'A1 vers Lille à l'A86, elle est de ce fait surnommée « barreau de liaison A1/A86 ». Cet échangeur n'est pas complet et ne permet de réaliser des échanges que depuis et vers l'ouest de l'A86.

### Ponts
- Pont du boulevard de la Libération à Saint-Denis
- Viaduc du canal Saint-Denis à Saint-Denis
- Viaduc autoroutier de L'Île-Saint-Denis à L'Île-Saint-Denis
- Pont sur le canal de l'Ourcq à Noisy-le-Sec
- Viaduc de la Marne
- Viaduc de Drancy

Les quatre viaducs de Saint-Maurice supportent les bretelles de l'échangeur du même nom qui relie l'autoroute A86 à l'A4, formant le tronc commun A4/A86. Ils sont situés sur les communes de Saint-Maurice et Maisons-Alfort dans le Val-de-Marne. Longs de 117 m chacun, ils sont mis en service en 1981 et permettent le franchissement de la Marne.
Le viaduc du carrefour Pompadour est un pont à poutres qui permet à la rocade de franchir la route nationale 6 et la ligne de Paris-Lyon à Marseille-Saint-Charles à Créteil dans le Val-de-Marne. Il se situe au niveau de la sortie 23 qui mène au carrefour Pompadour et à la route nationale 406.
Le viaduc de la darse d'Alfortville et le pont de Choisy-le-Roi, permettent à l'autoroute A86 de franchir les voies de la ligne de Paris-Austerlitz à Bordeaux-Saint-Jean, la Seine et la darse d'une usine à gaz, à Choisy-le-Roi et Alfortville dans le Val-de-Marne. Inaugurés en 1985 et construits en béton, ils sont constitués de deux tabliers, chacun large de 16,5 m et supportant trois voies de circulation. Sur les sept lignes d'appuis, trois sont situées dans le fleuve. Le pont amont est long de 452 m, les tabliers du second pont mesurent 662 et 685 m,,.

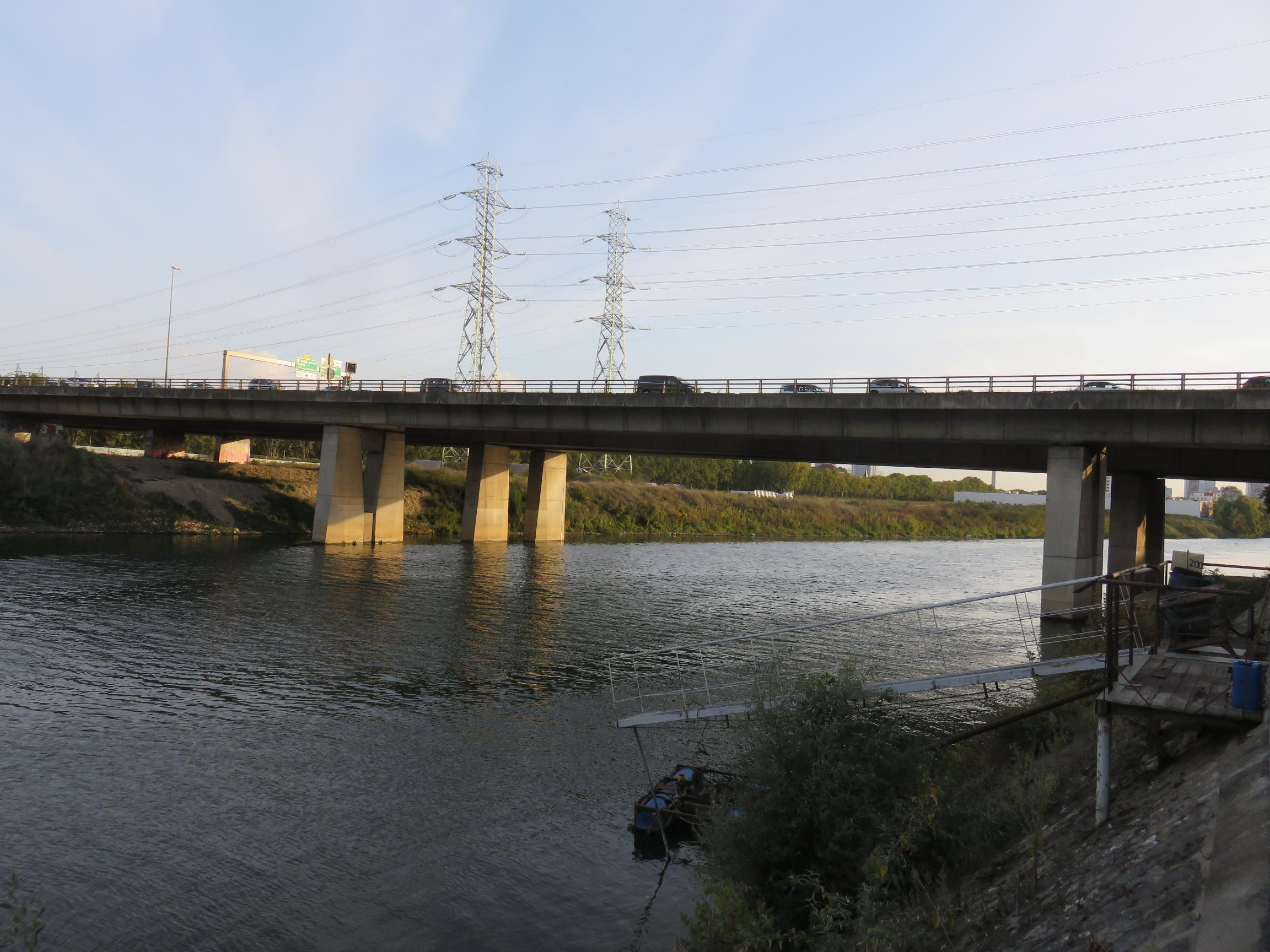
Viaduc autoroutier de L'Île-Saint-Denis au-dessus de la Seine.
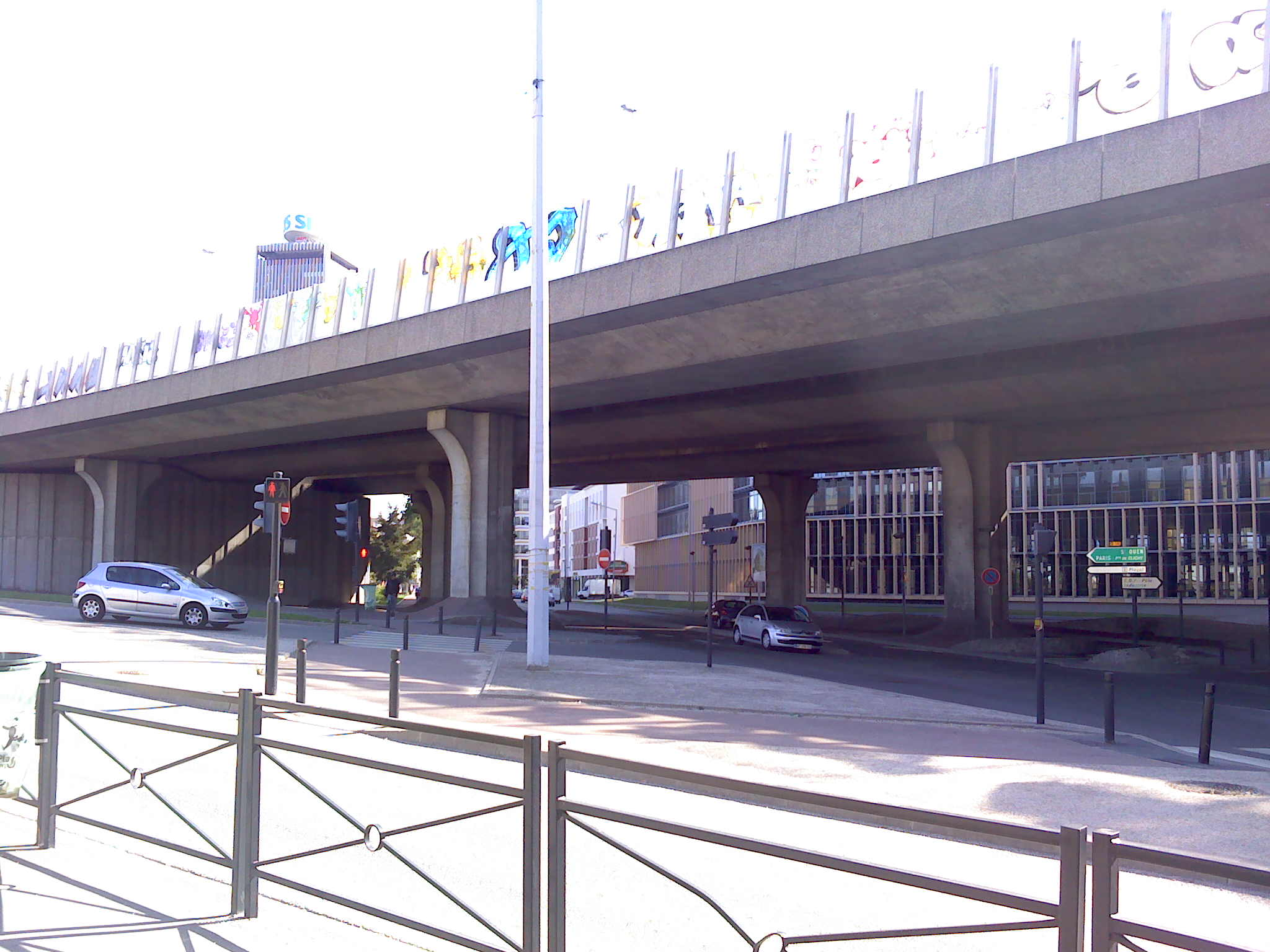
Pont du boulevard de la Libération à Saint-Denis.
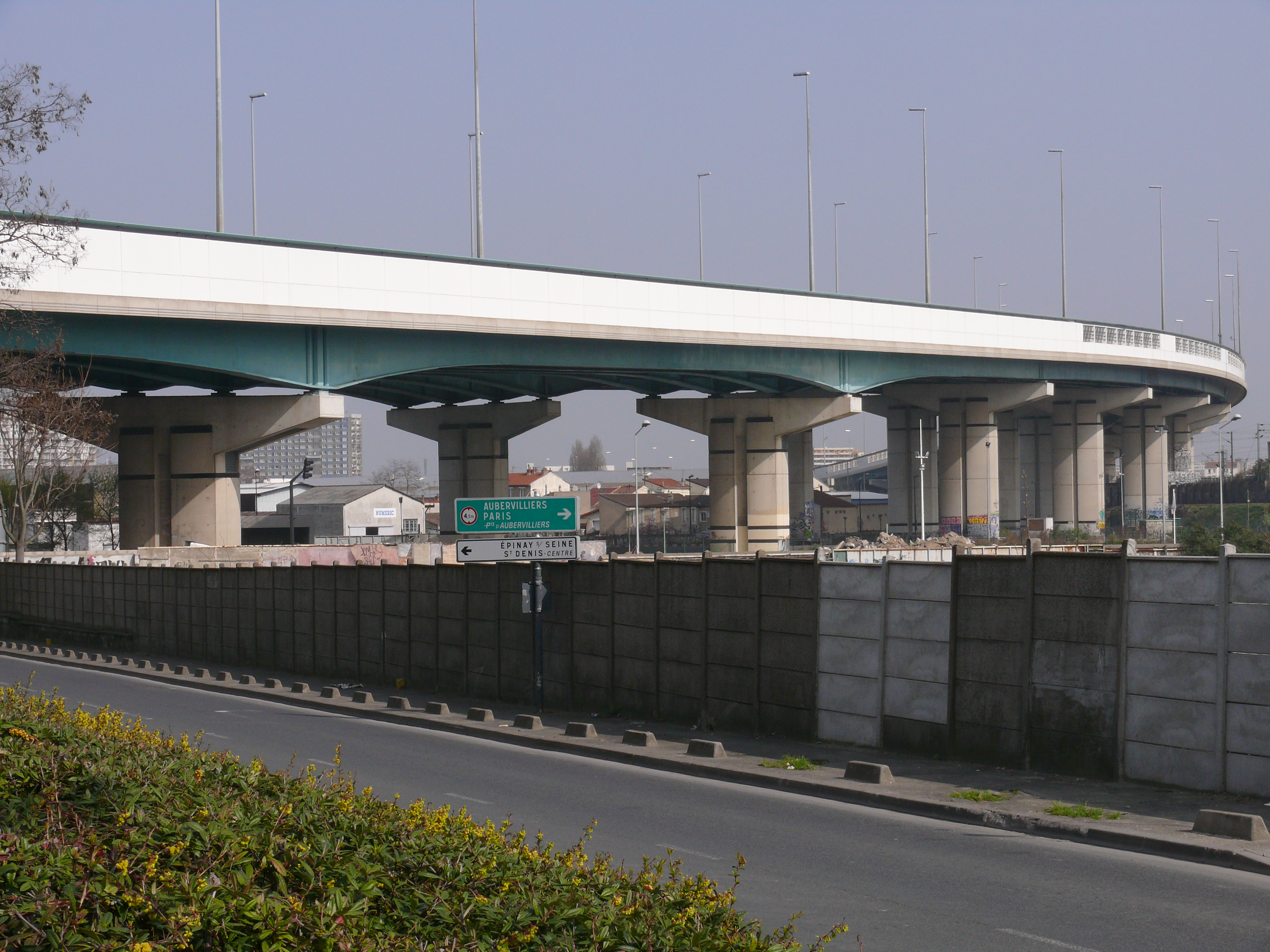
Viaduc du canal Saint-Denis au-dessus du canal Saint-Denis.
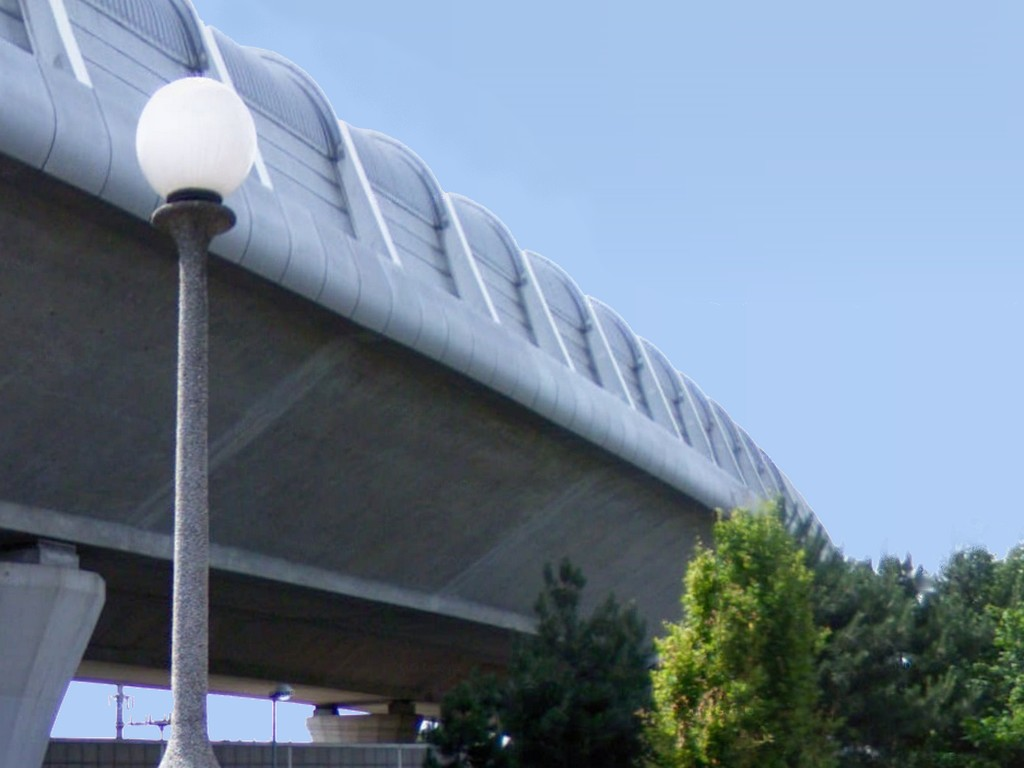
Viaduc de Drancy.
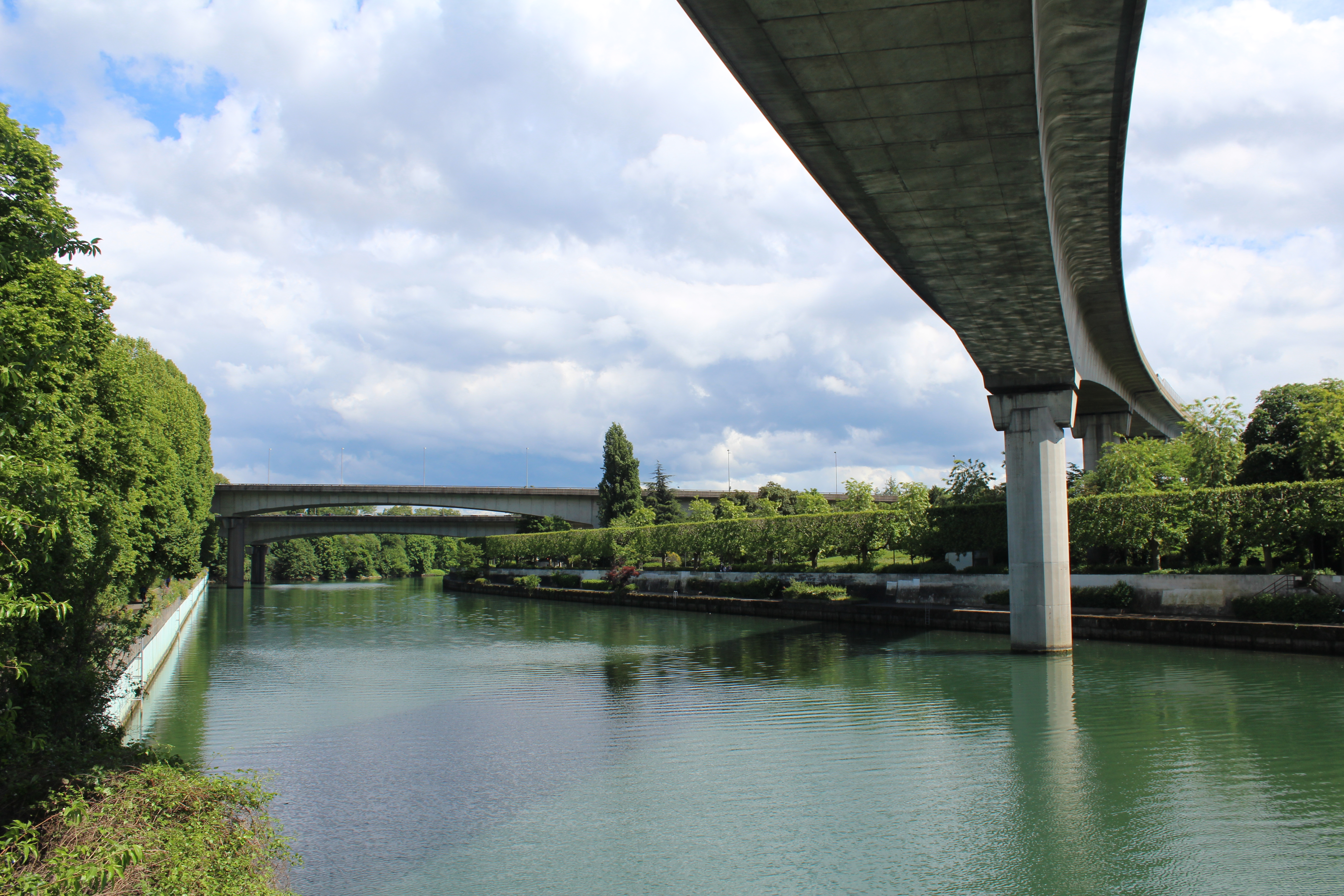
Viaducs de Saint-Maurice au-dessus de la Marne.
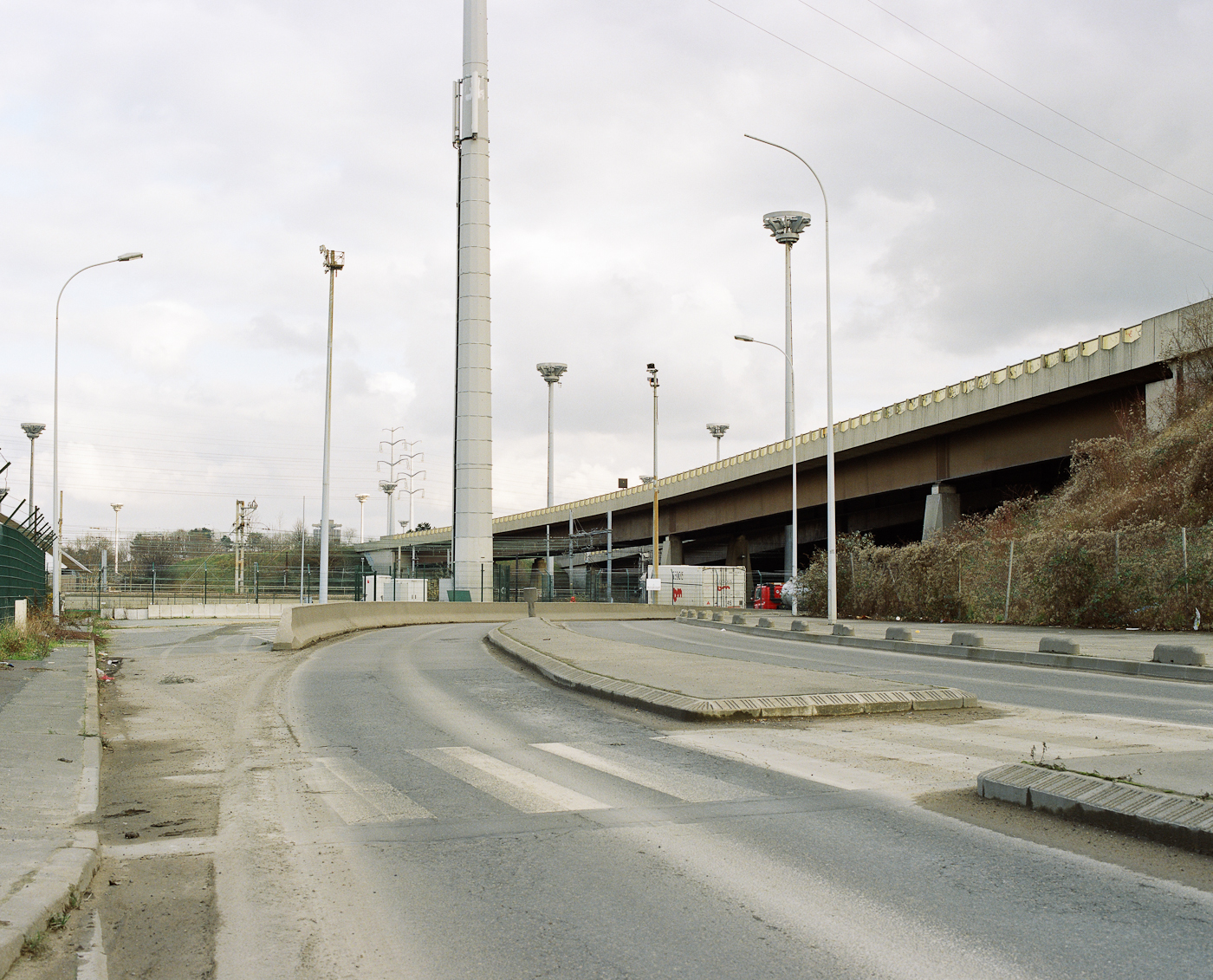
Viaduc du carrefour Pompadour.
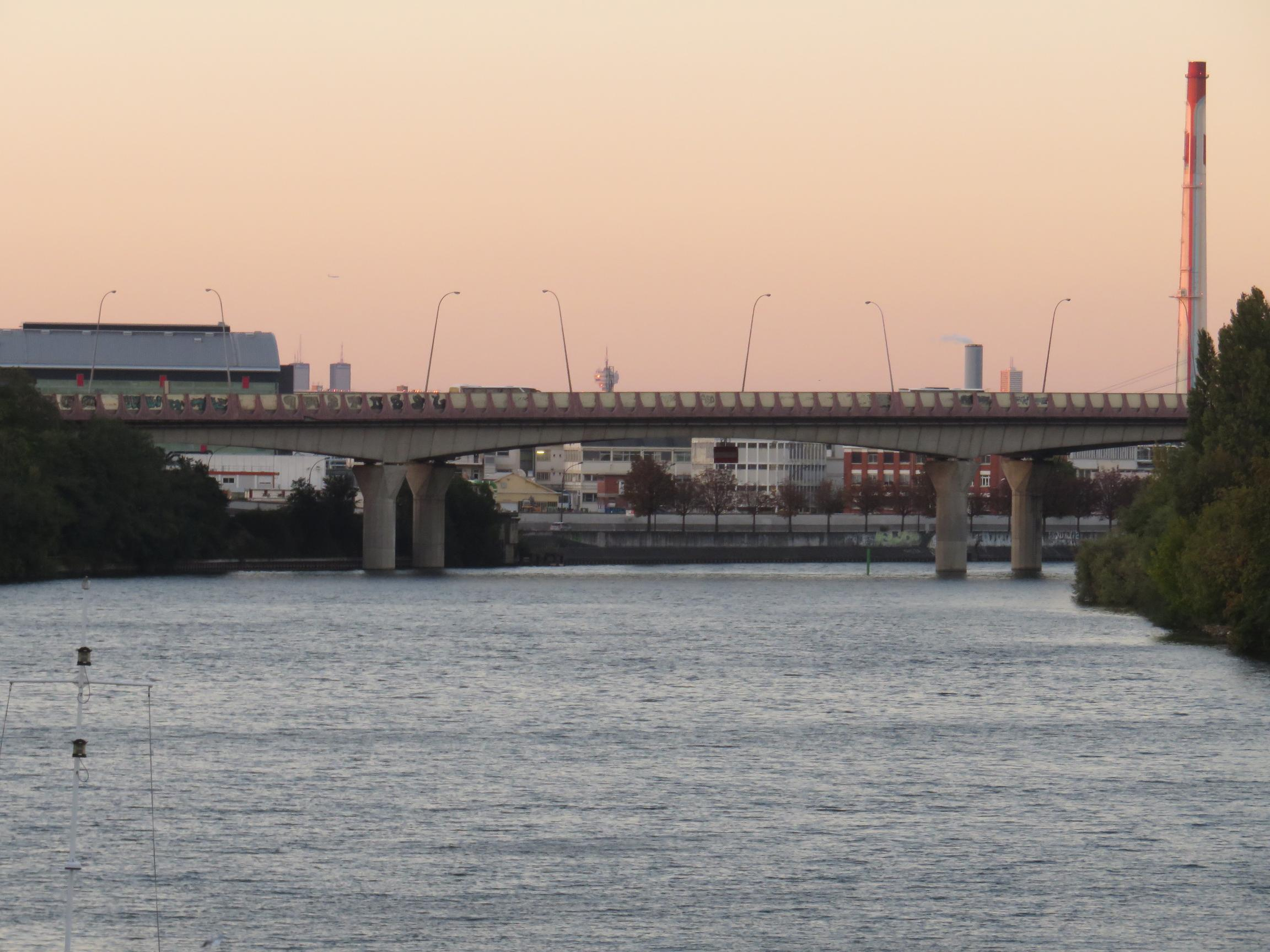
Viaduc de la darse d'Alfortville au-dessus de la Seine.

### Tunnels

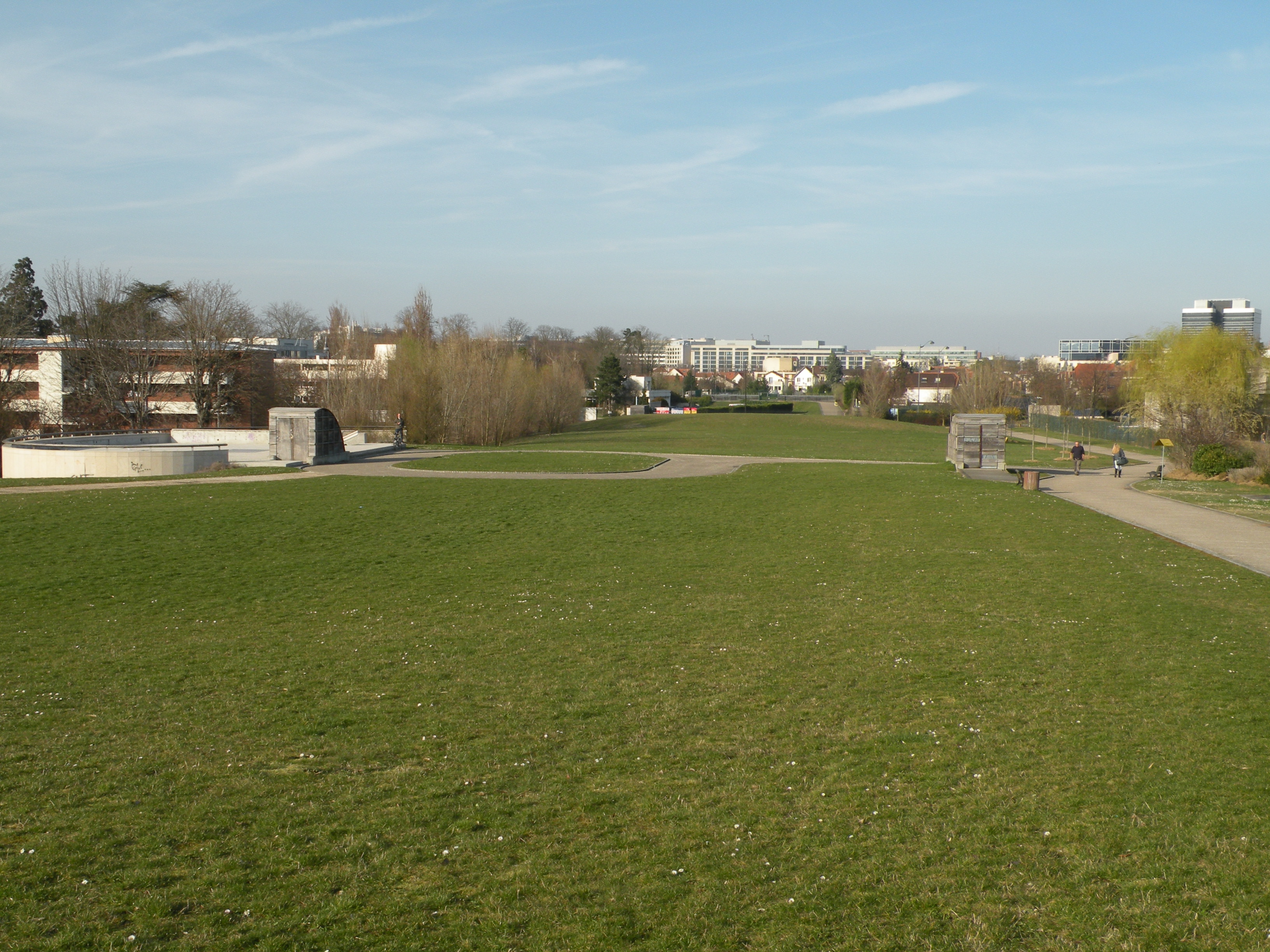
Portion couverte de l'autoroute à Rueil-Malmaison.

Il existe de nombreux tunnels sur le parcours de l'A86, dont beaucoup ont été modernisés en 2012 :
- tunnels de Fresnes (Val-de-Marne) et d'Antony (Hauts-de-Seine) ;
- tunnels Guy-Môquet et Moulin[50] à Thiais (Val-de-Marne) ;
- tunnel de Nogent-sur-Marne (Val-de-Marne) ;
- tunnel de Drancy - Bobigny (Seine-Saint-Denis) ;
- tunnel de Lumen à Drancy (Seine-Saint-Denis) ;
- tunnel Norton-Avenir à Drancy (Seine-Saint-Denis) ;
- tunnel de La Courneuve (Seine-Saint-Denis) ;
- tunnel de Belle-Rive à Rueil-Malmaison (Hauts-de-Seine) ;
- tunnel à péage Duplex de Rueil-Malmaison (Hauts-de-Seine) à Versailles - Jouy-en-Josas (Pont Colbert) (Yvelines).

## Exploitation et circulation routière

### Trafic

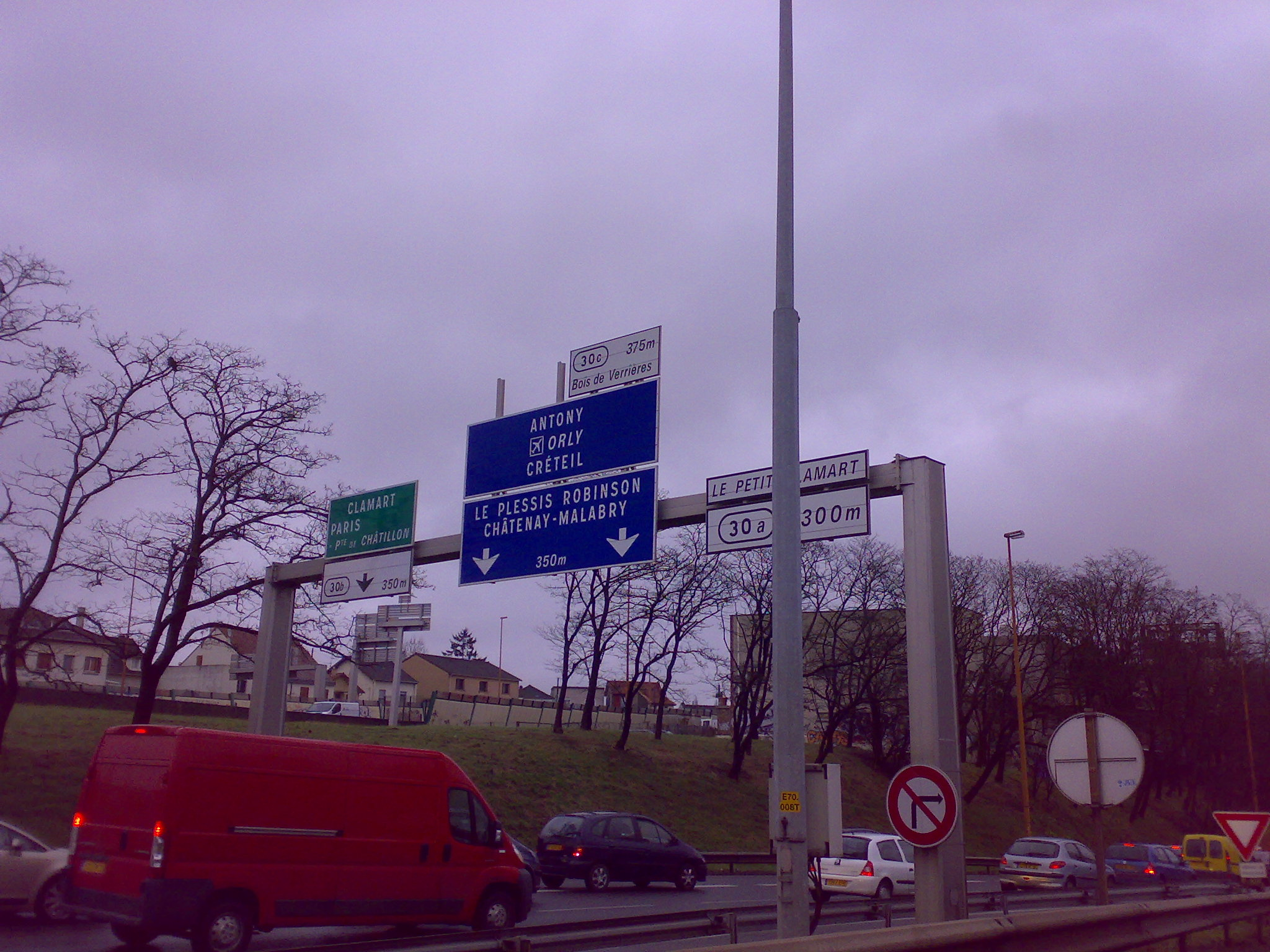
L'autoroute A86 à Vélizy-Villacoublay.

L'autoroute A86 est très empruntée par les Franciliens aux heures de pointe en semaine travaillée, particulièrement le matin et en fin d'après-midi à la sortie des bureaux. Elle permet de se déplacer de banlieue à banlieue et de contourner Paris en évitant le périphérique. Elle a permis de remplacer dans cette fonction la RN 186, cette dernière ayant, soit disparu lorsque le tracé de l'A86 s'est confondu avec le sien, soit acquis un caractère d'axe urbain.

#### Difficultés à l'est
L'A86 possède un tronçon commun avec l'autoroute A4 au niveau de Champigny-sur-Marne et de Joinville-le-Pont dans les deux directions. Ce tronçon ne comporte que quatre voies de chaque côté, ce qui crée un goulet d'étranglement (avant le tronçon commun, l'A4 a trois voies et l'A86 deux, on a donc une réduction de cinq à quatre voies) et a pour conséquences d'engendrer de gros embouteillages qui se répercutent sur une dizaine de kilomètres en moyenne sur les deux autoroutes, y compris en période creuse (congés).

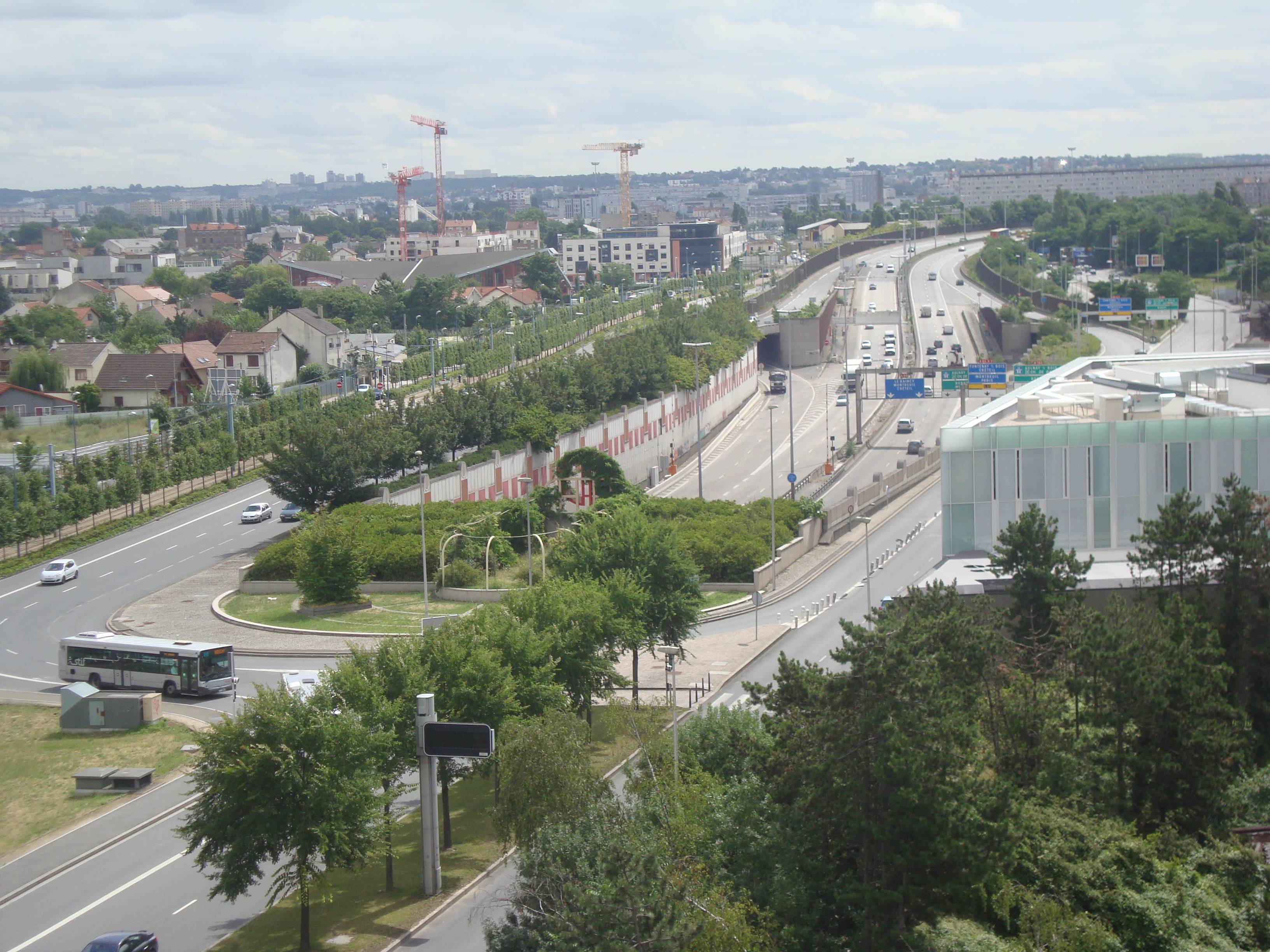
Au centre, l'autoroute A86 sort à Bobigny de sa section souterraine.

En 2005, afin de désengorger la circulation, des travaux ont été engagés pour ouvrir deux nouvelles voies, une dans chaque direction. Les travaux se sont terminés en juillet 2005 et les voies supplémentaires ont été mises en service dès septembre 2005. Ces voies ne sont ouvertes qu'aux heures d'affluence, permettant une gestion dynamique de l'exploitation : lorsque la circulation ralentit, la bande d'arrêt d'urgence est supprimée et devient une voie de circulation (elle n'est plus indispensable du fait de la vitesse réduite) ; ceci se fait par :
- des panneaux d'information dynamique, qui indiquent si la voie est ouverte ou fermée ;
- une barrière mobile de 69 m qui se place en diagonale de la voie lorsque celle-ci est fermée, et se rabat le long de la glissière de sécurité lorsqu'elle est ouverte ; elle est complétée de barrières de dissuasion de 25 m situées le long de la route, qui empêchent d'emprunter cette voie en continu lorsqu'elle est fermée mais permet l'arrêt d'urgence.

En novembre 2006, une concertation est engagée pour aménager le tronc commun aux autoroutes A4 et A86. Elle fait l'objet d'un débat public conduit avec le concours de la Commission nationale du débat public.
Jusqu'en février 2019, les relations entre l'autoroute A86 (branche nord) et l'autoroute A4 vers la province étaient tributaires de l'aménagement du pont de Nogent et de ses abords, siège de nombreux flux cisaillants, provoquant ainsi un grave manque de fluidité sur ces deux autoroutes.[réf. souhaitée]

#### Difficultés à l'ouest
Le Duplex A86 est un tunnel à péage, sous concession Cofiroute, reliant Rueil-Malmaison et Pont-Colbert (Jouy-en-Josas) sur deux niveaux de circulation superposés et unidirectionnels, qui a finalement permis de totalement boucler l'A86 à l'ouest de Paris.
Le 26 juin 2009, la section Rueil-Malmaison ↔ A13 (Versailles-Le Chesnay) est ouverte dans le sens Rueil-Malmaison-A13 ; dans l'autre sens, elle est ouverte depuis le 1er juillet 2009. Le second tronçon entre l'A13 et Pont-Colbert (Jouy-en-Josas) a été creusé entre juin 2005 et le 24 août 2007 et a ouvert le 9 janvier 2011.
Sont seuls autorisés les véhicules légers à 4 roues dont le gabarit en hauteur est limité à 2 mètres, ne fonctionnant ni au gaz de pétrole liquéfié (GPL) ni au gaz naturel pour véhicules (GNV) ; les motos et les camions sont également interdits. En septembre 2009, le préfet des Hauts-de-Seine, coordonnateur de l'opération, a réuni une table ronde afin d'étudier avec la Fédération française des motards en colère (FFMC) les conditions d'une éventuelle ouverture du tunnel aux deux-roues motorisés. Cependant, en juin 2012, le tunnel leur reste interdit.
Les véhicules lourds sont dans l'obligation d'effectuer un contournement plus important en empruntant (du sud au nord) la RN 12 (ex-RN 286) entre le Pont Colbert et l'échangeur de Bois-d'Arcy au niveau de Saint-Quentin-en-Yvelines, l'A12 jusqu'au Triangle de Rocquencourt, la RN 186 jusqu'au Port-Marly et la RN 13 jusqu'à Rueil-Malmaison (ex-RN13 - RD913). Un troisième tunnel est depuis longtemps à l'étude entre l'A12 (à hauteur de Bailly) et Rueil-Malmaison, où pourront circuler les véhicules lourds. Cependant, le coût de cet ouvrage fait que ce projet semble abandonné.

## Police de la circulation et sécurité routière

### Police de la circulation
Le préfet de police de Paris est responsable de la sécurité des personnes et des biens, ainsi que de la sécurité civile, pour Paris et les départements de la petite couronne. La police de la circulation est assurée par la direction de l’ordre public et de la circulation de la préfecture de police de Paris. Elle emploie des compagnies républicaines de sécurité autoroutières implantées dans la zone de défense de Paris.

### Limitation de vitesse
La limitation de vitesse sur l'autoroute A86 varie en fonction de la section. La plus élevée se trouve au niveau de la commune de Vélizy-Villacoublay, elle est de 110 km/h. Sinon, elle est essentiellement de 90 km/h, hormis sur quelques tronçons tels que le duplex A86, où elle est de 70 km/h.
Au printemps 2024, une consultation est lancée afin de tester un abaissement de 90 à 70 km/h de la vitesse maximale à partir de l'automne 2024, notamment afin de limiter le bruit pour les riverains. La portion concernée, d'une longueur de 5 km, se situe entre le viaduc autoroutier de L'Île-Saint-Denis et l'échangeur de La Courneuve. 
En septembre 2024, à la suite du passage à 50 km/h du Boulevard périphérique et afin de réduire les pollutions atmosphérique et sonore dont est victime leur territoire, les élus de l'établissement public territorial Est Ensemble en Seine-Saint-Denis proposent d'abaisser la vitesse des autoroutes A86 et A3 à 70 km/h en 2026, puis à 50 km/h en 2032,,.
La durée de parcours de la boucle sans encombrement et en respectant les limitations de vitesse est de 2 h 36 min.

### Radars et infractions pour excès de vitesse
Depuis 2004, des radars automatiques sont installés sur l'autoroute A86.
La limitation de vitesse est très surveillée dans le duplex A86 qui compte six radars dans chaque sens sur une dizaine de kilomètres, soit un tous les 1,7 km. Dans ce tunnel limité à 70 km/h qui peut uniquement être emprunté par des véhicules légers, le moindre accident peut avoir de graves conséquences. En 2013, ces douze radars ont relevé plus de 92 000 infractions.